# Marian Krüger
Marian Krüger (* 16. Juni 1964 in Ost-Berlin) ist ein deutscher Politiker (Die Linke, ehemals PDS).
Nach dem Abitur 1983 und der Berufsausbildung zum Gas- und Wärmenetzmonteur arbeitete Krüger im Kabelwerk Oberspree. Von 1985 bis 1987 war er Mitarbeiter der FDJ-Bezirksleitung, anschließend leistete er seinen Grundwehrdienst bei den Luftstreitkräften ab. Danach arbeitete er bis 1990 im Zentralrat der FDJ. Krüger war Mitgründer der Kommunistischen Plattform in der PDS. Von 1990 bis 1994 studierte er Politikwissenschaften an der Universität Potsdam.
Für die Bundestagsfraktion der Linken war er Referent für Bund-Länder-Koordination, ferner war er wissenschaftlicher Mitarbeiter in der parteiinternen Föderalismuskommission. Von 1999 bis 2006 gehörte er dem Abgeordnetenhaus von Berlin an. 1999 wurde er noch über die Bezirksliste gewählt, 2001 gewann er das Direktmandat im Wahlkreis Pankow 4. 2006 trat er im Wahlkreis Pankow 1 an, verfehlte jedoch das erneute Mandat.